# Район Мінамі (Наґоя)
Райо́н Міна́мі (яп. 南区, みなみく, МФА: [mʲinamʲi ku̥]) — район міста Наґоя префектури Айті в Японії.  Площа становить 18,46 км². Станом на 1 серпня 2011 року населення складало 140 861  осіб, густота населення — 7630 осіб/км².